# Quitman megye (Georgia)
Quitman megye az Amerikai Egyesült Államokban, azon belül Georgia államban található. Megyeszékhelye Georgetown. Lakosainak száma 2235 fő (2020. április 1.). Quitman megye Stewart, Clay, Randolph és Barbour megyékkel határos.

## Népesség
A megye népességének változása:
| Lakosok száma | 2505 | 2448 | 2396 | 2367 | 2302 | 2235 |
|               | 2010 | 2011 | 2012 | 2013 | 2015 | 2020 |